# ماتيو مالوسيلي
ماتيو مالوسيلي (بالإيطالية: Matteo Malucelli)‏ (و. 1993  م) هو دراج، ودراج على المضمار إيطالي، ولد في فورلي.

## سجل الفوز

### سباقات أو مراحل فاز بها
| التاريخ        | السباق                    | المركز                                           |
| -------------- | ------------------------- | ------------------------------------------------ |
| 01 يناير 2017  | أوكولو سلوفينسكا 2017     | الثالث في تصنيف النقاط                           |
| 21 يناير 2018  | فولتا تاشيرا 2018         | السادس في تصنيف النقاط                           |
| 11 فبراير 2018 | طواف كولومبيا 2018        | الثالث في تصنيف النقاط                           |
| 01 مايو 2018   | طواف دي بريتاجن 2018      | التاسع في تصنيف النقاط                           |
| 13 مايو 2018   | فويلتا أرغون 2018         | الخامس في تصنيف النقاط                           |
| 24 أغسطس 2018  | تور دو بويتو-شارنتيس 2018 | العاشر في تصنيف أفضل شاب، الثاني في تصنيف النقاط |
| 19 مايو 2019   | فويلتا أرغون 2019         | الثامن في تصنيف النقاط                           |
| 08 فبراير 2020 | طواف السعودية 2020        | العاشر في تصنيف النقاط                           |
| 28 مارس 2021   | شوليه باي دي لوار 2021    | العاشر في التصنيف العام                          |
| 13 فبراير 2022 | طواف أنطاليا 2022         | الثاني في تصنيف النقاط                           |
| 11 يونيو 2023  | زي إل إم تور 2023         | الرابع في تصنيف النقاط                           |
| 14 مارس 2024   | طواف تايوان 2024          | الأول في تصنيف النقاط                            |
| 29 أغسطس 2024  | طواف بلغاريا 2024         | الأول في التصنيف العام                           |
| 06 أكتوبر 2024 | طواف لانكاوي 2024         | الأول في تصنيف النقاط                            |

## روابط خارجية
- ماتيو مالوسيلي على موقع الاتحاد الدولي للدراجات (الإنجليزية)
- ماتيو مالوسيلي على موقع أرشيف الدراجات (الإنجليزية)
- ماتيو مالوسيلي على موقع إحصائيات الدراجات الإحترافية (الإنجليزية)
- ماتيو مالوسيلي على موقع نسبة الدراجات (الإنجليزية)
- ماتيو مالوسيلي على موقع CycleBase (الإنجليزية)